# Can't Be Friends
Can't Be Friends è un brano musicale del cantante statunitense Trey Songz pubblicato il 28 settembre del 2010 come secondo singolo estratto dall'album Passion, Pain & Pleasure. Il brano è stato scritto da Trey Songz insieme a Mario Winans.
Il brano ha raggiunto la prima posizione della Hot R&B/Hip-Hop Songs, rimanendoci 13 settimane, diventando la seconda numero 1 nella classifica del cantante dopo I Invented Sex, diventando il suo maggior successo nella classifica, nonché uno dei brani più di successo nella classifica nel decennio.

## Classifiche
| Classifica (2010) | Posizione massima |
| ----------------- | ----------------- |
| Stati Uniti       | 43                |
| Stati Uniti (R&B) | 1                 |